# Qantsi

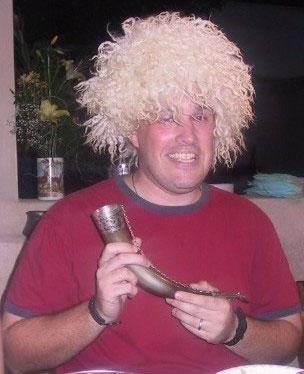
Fotografía de un interno en la embajada estadounidense en Tiflis, llevando un sombrero papakhi y un Qantsi en la mano.

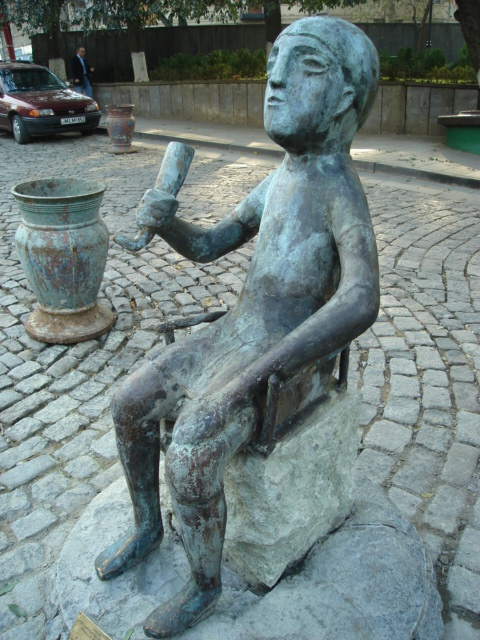
Escultura de un hombre con un Qantsi en Tiflis, motivo inspirado en una antigua estatuilla colche denominada afectuosamente "tamada".

Un Qantsi  (en georgiano: ყანწი, también transcrito como Qanci o kantsi) es el cuerno para beber tradicional en la cultura de Georgia, hecho normalmente de cuernos de chivo o carneros, a veces también de cuernos de toro.
Durante una cena formal (supra) los georgianos proponen un brindis, dirigido por un maestro de ceremonias (tamadá) que decide el tema del que hablar después de cada brindis. Los georgianos les ceden brindar primero a los padres, porque los valoran por encima de todo. Los  brindis se hacen con vino o brandy, hacerlo con cerveza es considerado un insulto.